# Maurice Bouval

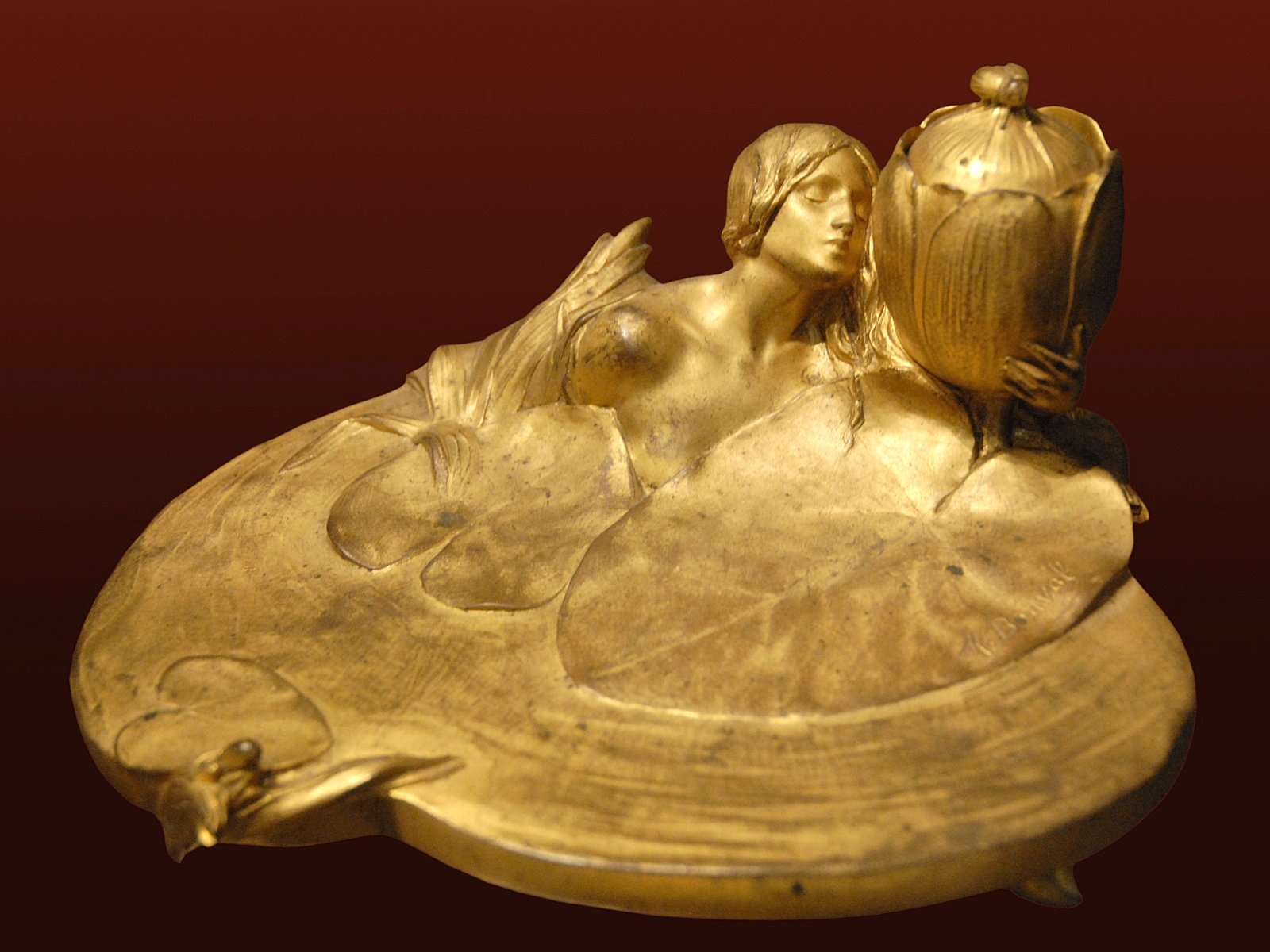
Bouvals Arbeit Encrier im Pariser Musée d’Orsay.

Maurice Bouval (* 9. März 1863 in Toulouse, Frankreich; † 1916) war ein französischer Bildhauer.

## Leben
Bouval war Schüler des Malers und Bildhauers Alexandre Falguière und von  1880 bis 1914 als Künstler aktiv. Er schuf zahlreiche Bronzestatuen sowie Kronleuchter, Kandelaber und Tischlampen im Jugendstil. Neben einigen seiner Bronzeentwürfe wurden bei der Wiener Manufaktur Friedrich Goldscheider auch Terrakotten nach seinen Modellen erzeugt. Bouval entwarf für Goldscheider das Firmenlogo „Sculpture“ welches nicht nur als Manufaktursignet auf den Erzeugnissen zwischen 1900 und 1920 Verwendung fand, sondern auch in diversen Größen als Reklameschild für Geschäftslokale, die Erzeugnisse von Goldscheider vertrieben, produziert wurde.
Er war Mitglied der Société des Artistes Français und stellte auf deren Salon 1895 die Arbeiten Vamireh en chasse und Les Raisins vor. Andere Arbeiten zeigte er auf der Weltausstellung Paris 1900.

## Werke (Auswahl)

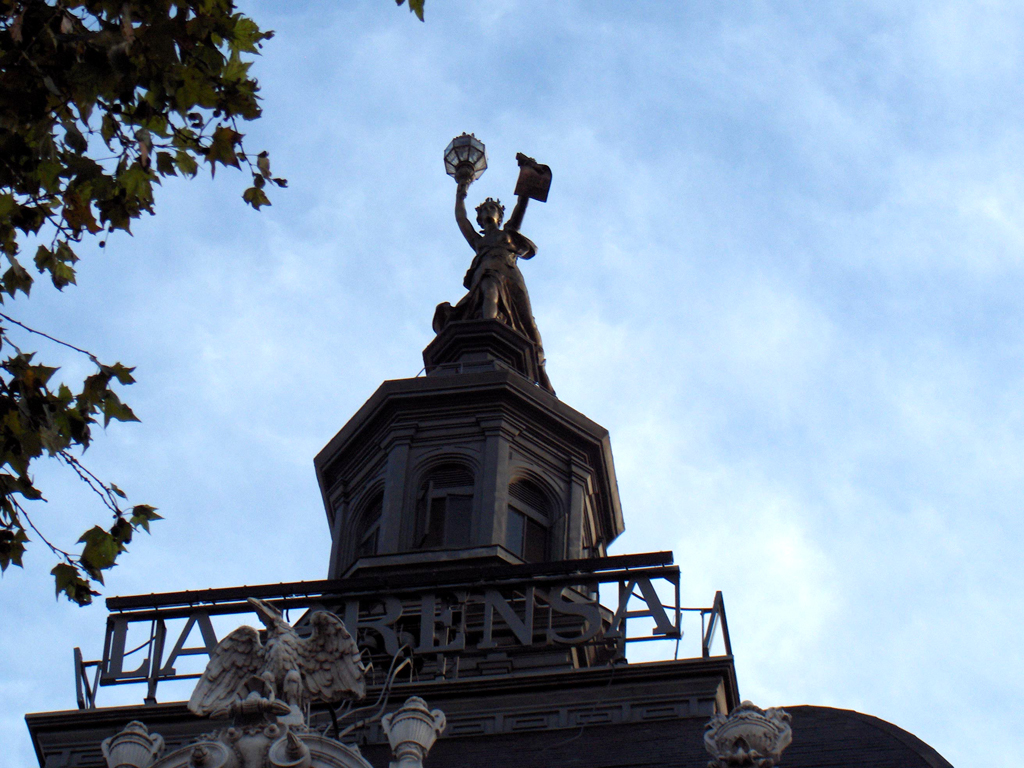
Statue auf dem Casa de la Cultura, Buenos Aires.
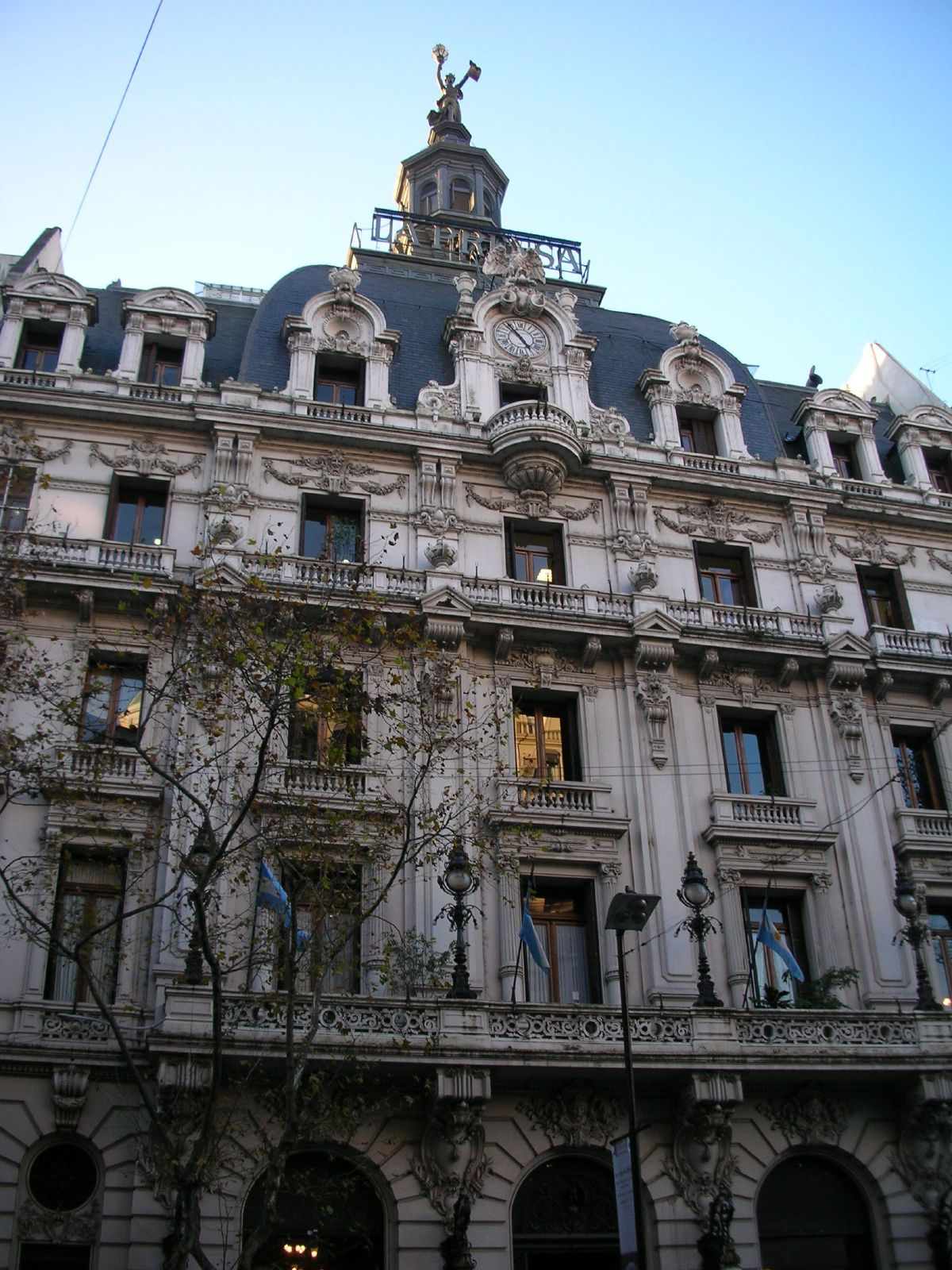
Gesamtansicht des Gebäudes.

Für die Spitze des Casa de la Cultura im argentinischen  Buenos Aires entwarf Bouval eine fünf Meter hohe und viereinhalb Tonnen schwere Statue einer weiblichen Figur.
- Encrier, 1900, heute Musée d’Orsay, Paris.[3]
- Ophelia
- Femme assise
- Jeune femme
- Le Sommeil
- Femme aux pavots
- Le Secret et la Pensive
- Les Nénuphars
- La Jeunesse, 1900
- Jeune fille au nénuphar
- La Pensée, 1905
- Le lierre
- Chardon, Tischlampe, 1903
- Un Chasseur